# Propstei Meersen
Koordinaten: 50° 53′ 1,6″ N, 5° 45′ 15,1″ O

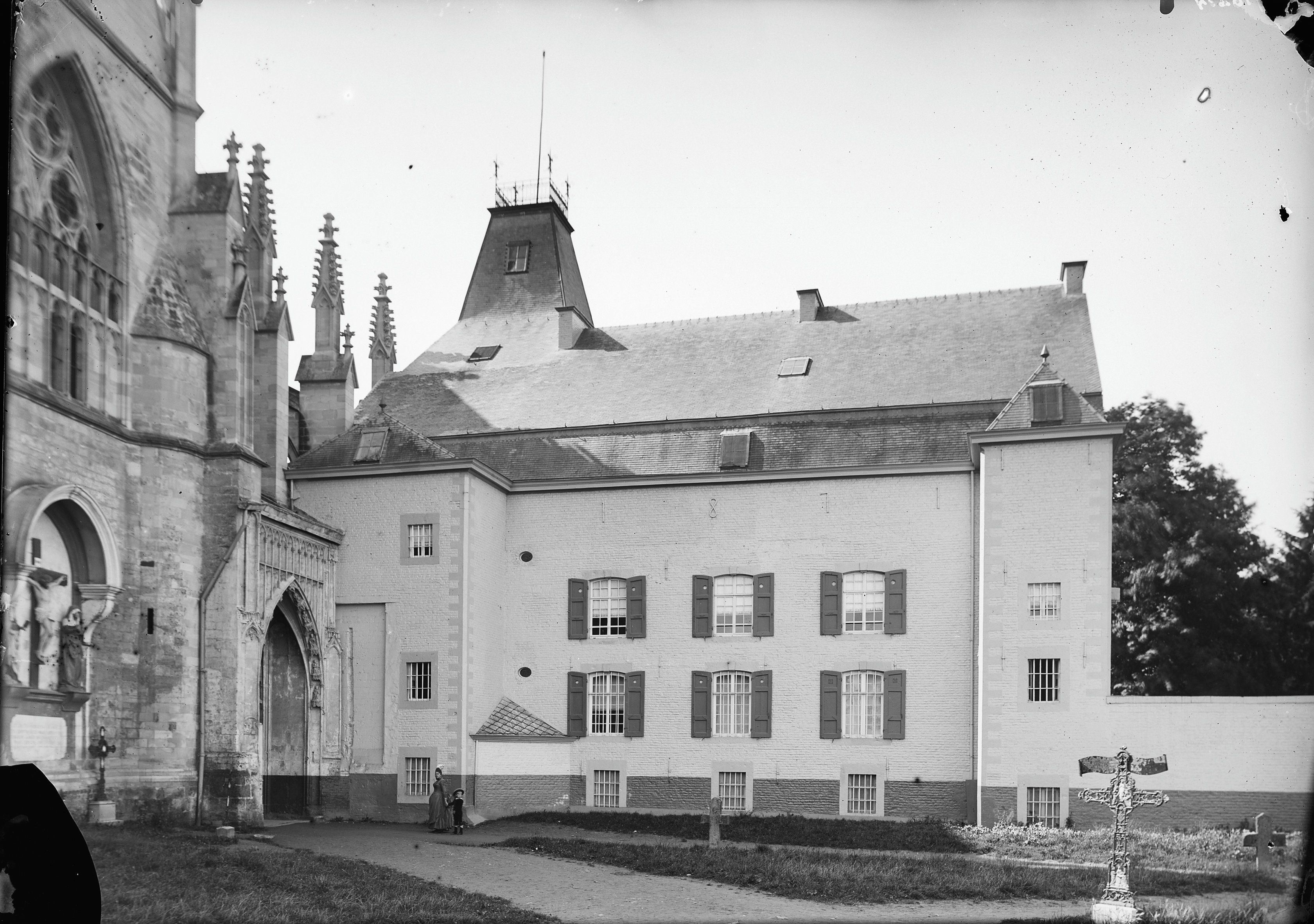
Die Propstei Meersen im Jahr 1888. Links die Propsteikirche Basilika zum Heiligen Sakrament. Anschließend das Propsteigebäude. Hinten das Landhaus von ca. 1800.

Die Propstei Meersen ist eine ehemalige Propstei in Meersen. Sie bestand von 1136 bis 1794 und verwaltete anfänglich den Fernbesitz der Abtei St. Remi in Reims um Meersen. Neben dem Propsteigebäude und einigen Wirtschaftsgebäuden ist die Propsteikirche Basilika zum Heiligen Sakrament erhalten. Die Gebäude der ehemaligen Propstei stehen als Rijksmonument mit der Nummer 28450 unter Denkmalschutz. Hinter der Propstei erstreckt sich der Propsteipark.

## Geschichte
Das Gebiet um Meersen kam im Jahr 968 durch Schenkung der westfränkischen Königin Gerberga an die Abtei St. Remi in Reims. Gerberga war eine Tochter des ostfränkischen Königs Heinrich I. Ihr Vater Heinrich I. verheiratete Gerberga 928 mit dem 30 Jahre älteren Herzog Giselbert von Lothringen, um den mächtigsten Adligen im 925 neu erworbenen Lothringen eng an sein Haus zu binden. Gerbergas Wittum umfasste Besitzungen in Meersen, Beek, Schimmert, Hulsberg und Maastricht. Giselbert ertrank 939 bei der Schlacht bei Andernach im Rhein und hinterließ die etwa 25-jährige Gerberga als Witwe.
Gerberga heiratete nun in zweiter Ehe um 940 Ludwig IV., den König des Westfrankenreiches aus dem Geschlecht der Karolinger. Die Heirat verschaffte Ludwig IV. einen Anspruch auf Lothringen, zugleich holte er ein Statusdefizit gegenüber seinem innenpolitischen Widersacher Hugo von Franzien auf, der Gerbergas Schwester Hadwig geheiratet hatte. 954 fiel Ludwig IV. vom Pferd und starb an den Folgen der Verletzung. Gerberga war zum zweiten Mal Witwe und nun Regentin des Westfrankenreiches, da ihr Sohn Lothar mit 13 Jahren noch nicht regierungsfähig war. Als Lothar volljährig wurde, nahm Gerberga den Schleier. Neben ihrer Würde als Äbtissin der Abtei Notre-Dame in Soissons blieb sie politisch aktiv. 961 kümmerte sie sich um die Nachfolge des Erzbischofs von Reims. 965 nahm sie an dem Kölner Hoftag ihres Bruders Otto I. teil, auf dem ihr Sohn Lothar ein Ehebündnis mit Ottos Stieftochter Emma einging. Gerberga starb an einem 5. Mai, vermutlich im Jahr 969, und wurde in der Abteikirche Saint Remi in Reims beigesetzt.
Die Remigiusabtei in Reims verwaltete die ihr von Gerberga gestifteten Güter um Meersen, wie Zinslisten des 11. oder 12. Jahrhunderts im Urbar der Abtei Saint-Remi belegen. 1136 gab der Lütticher Bischof Albero dem Abte Odo von Reims die Erlaubnis, die gestifteten Güter durch eine Propstei in Meersen verwalten zu lassen. Der Propst war zugleich Vitztum von Meersen. Der Propst besaß den Kirchensatz in Kirchen und Kapellen der Umgebung, darunter zu Meerssen, Klimmen, Hulsberg, Schimmert, Bunde, Amby, Houthem und Schin op Geul.
Zu Beginn des 13. Jahrhunderts besaß die Propstei Güter zu Meerssen, Schimmert, Nuth, Klimmen, Schin op Geul, Berkelaar, Geistingen, Maaseik, Weert, Herten, Lithoijen und in der Umgebung von Lüttich.
1561 verkaufte die Reimser Abtei die Propstei an das zwei Jahre zuvor errichtete Bistum Roermond. In dessen Besitz blieb sie bis zu ihrer Aufhebung im Jahr 1794.

## Belege
1. ↑  Jos F. A. Wassink: Het laathof van de proosdij van Meerssen te Weert en Nederweert. In: Weert in woord en beeld: jaarboek voor Weert 1997, nr. 11 (1996), S. 125–134 (PDF-Download)